# گورستان چالوج
گورستان چالوج مربوط به عصر آهن دو و III است و در شهرستان رودسر، بخش رحیم آباد، روستای برمکوه واقع شده و این اثر در تاریخ ۱۹ مرداد ۱۳۸۴ با شمارهٔ ثبت ۱۲۸۱۴ به‌عنوان یکی از آثار ملی ایران به ثبت رسیده است.